# Dudleya blochmaniae
Dudleya blochmaniae (Eastw.) Moran, es una especie de planta suculenta perteneciente a la familia de las crasuláceas.

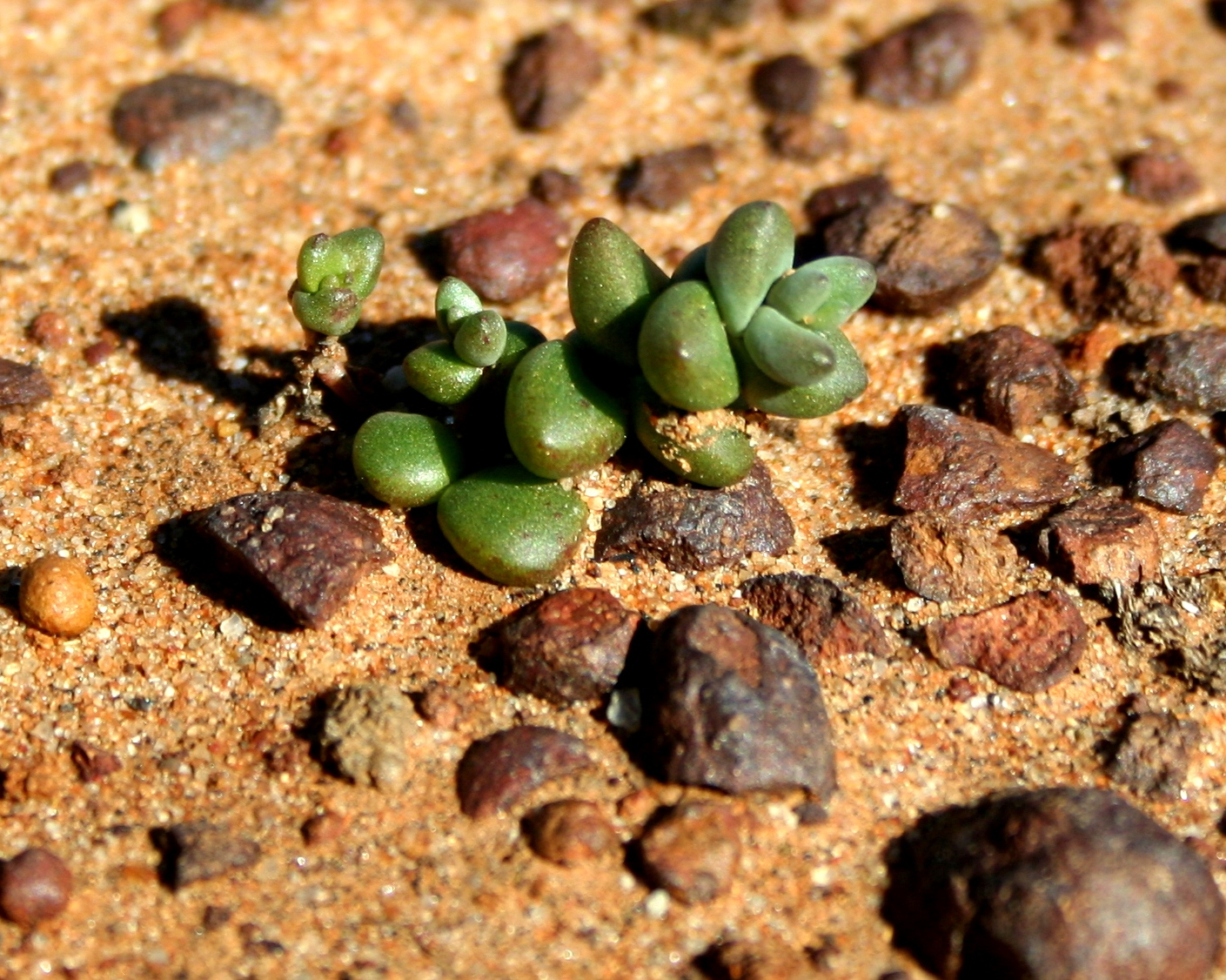
Vista de la planta

## Distribución geográfica
Es nativa de California y Baja California, donde crece a lo largo de la costa. 

## Descripción
Crece un poco erecta, con forma de cono, o en forma de cuerno, con suculentas hojas triangulares a lo largo de su tallo.  La planta puede ser de color marrón, rojizo-morado o verdoso. Tiene una ramificación de inflorescencia con pocas flores por rama, en cada apertura tiene una flor en forma de estrella con cinco pétalos de color blanco, a veces con vetas de color rojo.

## Taxonomía
Dudleya blochmaniae fue descrita por (Eastw.) Moran y publicado en Leaflets of Western Botany 7(4): 110. 1953.
Etimología
Dudleya: nombre genérico que fue nombrado en honor de William Russell Dudley, el primer director del departamento de botánica de la Universidad de Stanford.
blochmaniae: epíteto
Subespecies
- Dudleya blochmaniae subsp. blochmaniae (Eastw.) Moran
- Dudleya blochmaniae subsp. brevifolia (Moran) Moran
- Dudleya blochmaniae subsp. insularis (Moran) Moran

Sinonimia:
- Sedum blochmaniae Eastw.	[2]